# Sept merveilles du Portugal
Les Sept Merveilles du Portugal (portugais : Sete Maravilhas de Portugal)  est une liste de merveilles culturelles situées au Portugal. Le choix des sept Merveilles du Portugal est une initiative soutenue par le Ministère de la Culture du Portugal et organisée par un consortium composé par Y&R Brands S.A. et Realizar S.A. qui cherchait à élire les sept monuments les plus pertinentes du patrimoine architectural portugais.
Le choix s'est porté parmi 793 monuments nationaux classés par l'Instituto Português do Património Arquitectónico (IPPAR), après une première sélection faite par des experts, une liste de 77 monuments a été retenue. Ensuite une nouvelle sélection a été réalisée par le Conselho de Notáveis de l'Université d'Évora, un Conseil composé d'éminentes personnalités de divers milieux, qui ont désigné les 21 monuments finalistes. 
À partir du 7 décembre 2006 et durant six mois, le vote destiné à élire les sept monuments favoris des portugais a été mis à disposition via l'internet, le téléphone et par texto, entre autres.
Les résultats du vote ont été annoncés le 7 juillet 2007 au Stade de la Lumière à Lisbonne, de même que les résultats du concours universel des Sept nouvelles merveilles du monde.

## Les 7 Merveilles du Portugal
- Château de Guimarães
- Château d'Óbidos
- Monastère d'Alcobaça
- Monastère de Batalha
- Monastère des Hiéronymites
- Palais national de Pena
- Tour de Belém

## Galerie

### Les monuments lauréats

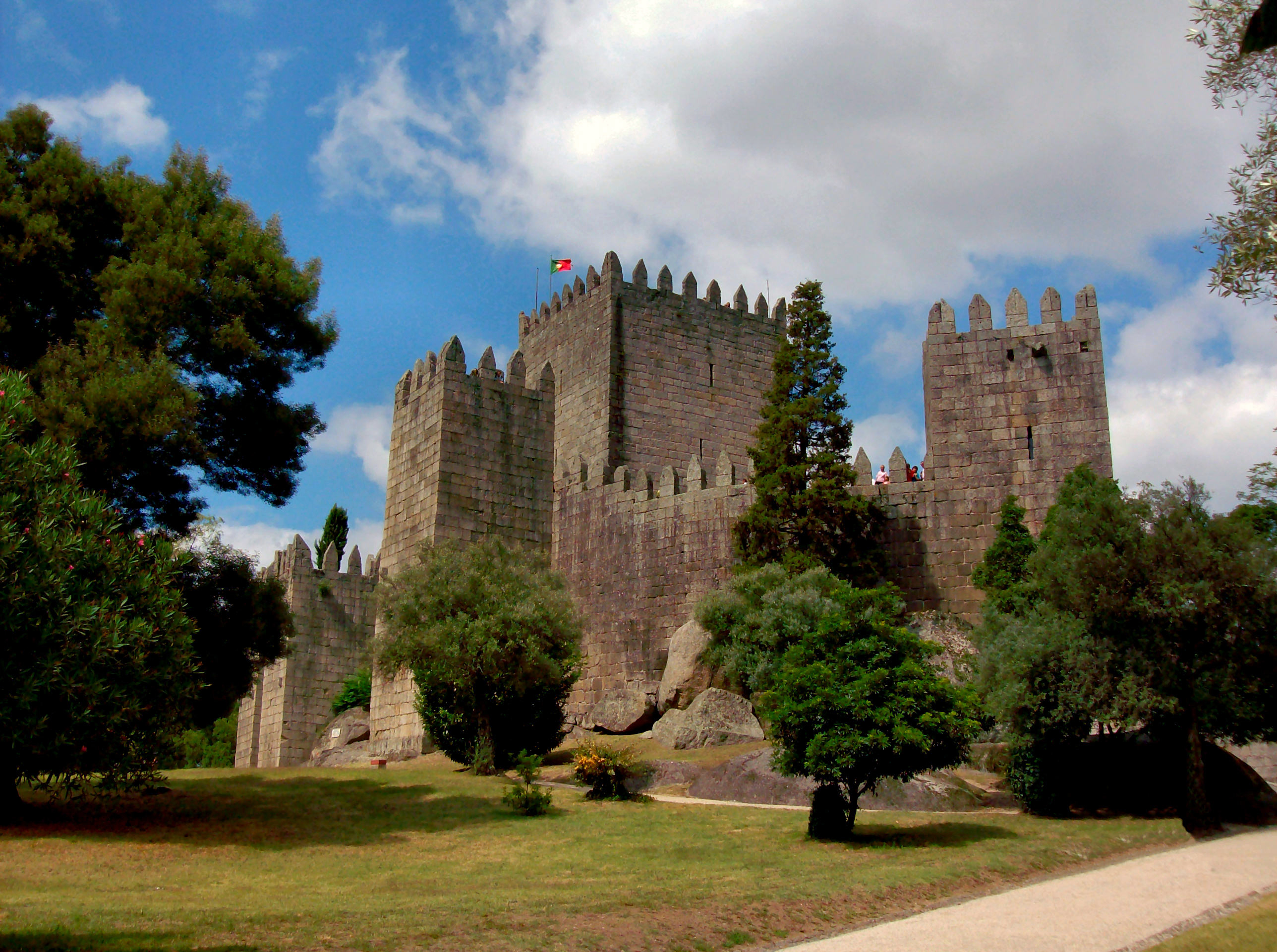
Château de Guimarães Guimarães, Braga
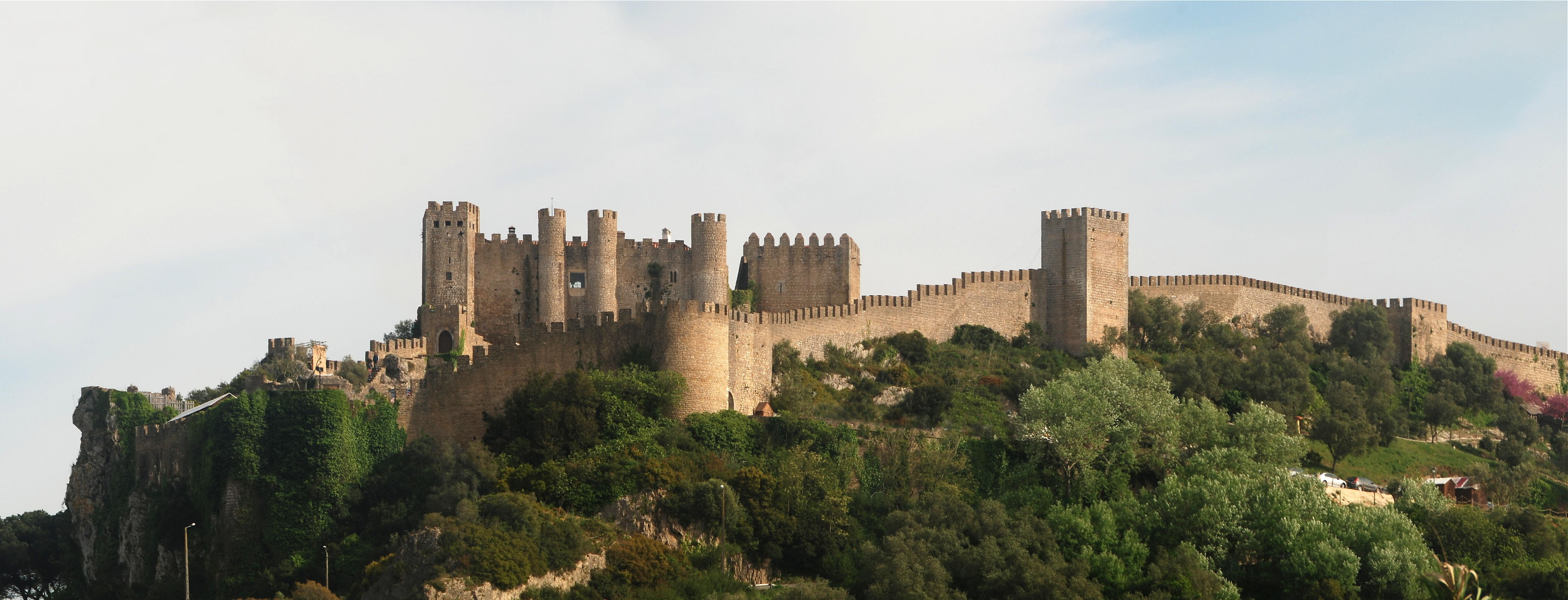
Château d'Óbidos Óbidos, Leiria
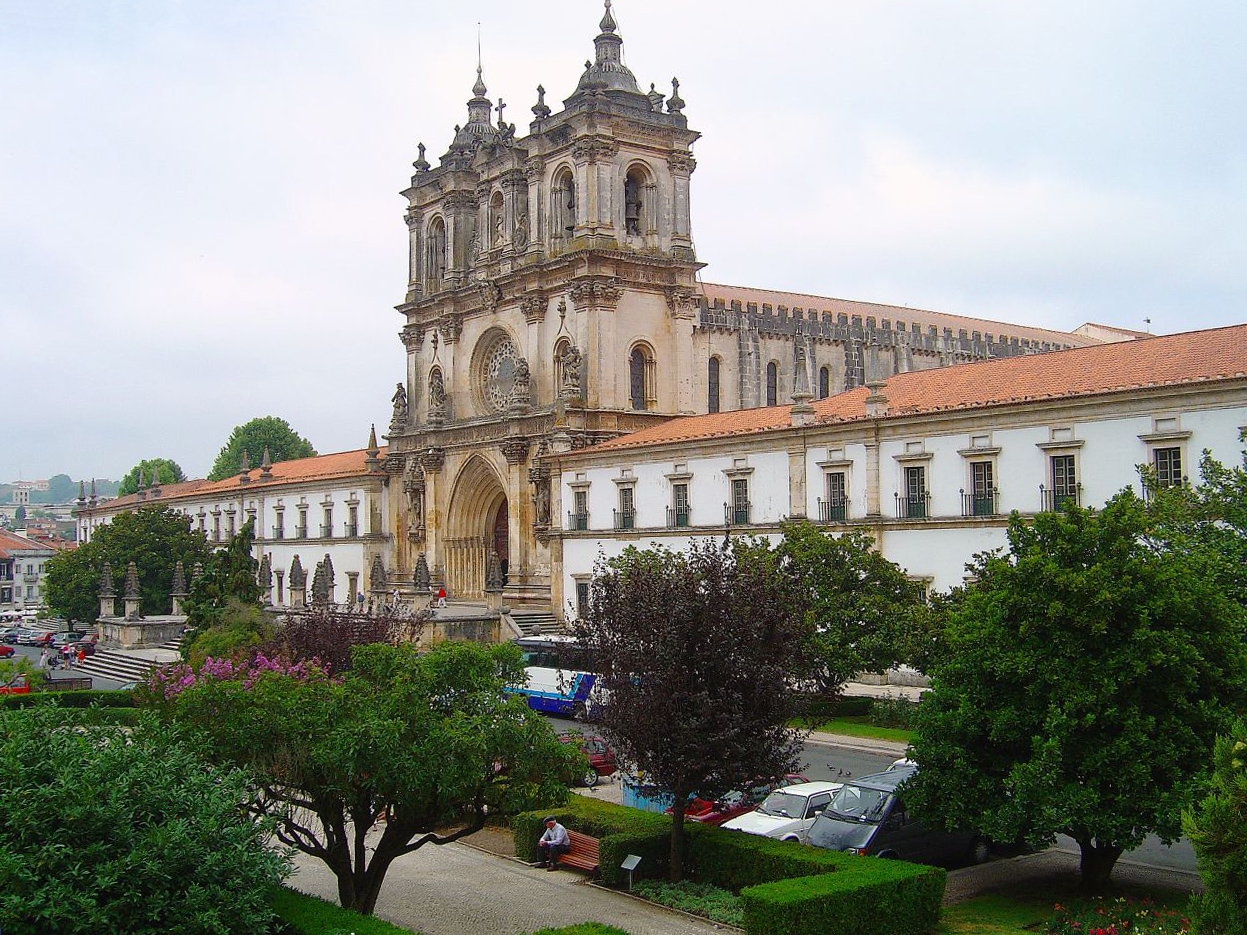
Monastère d'Alcobaça Alcobaça, Leiria
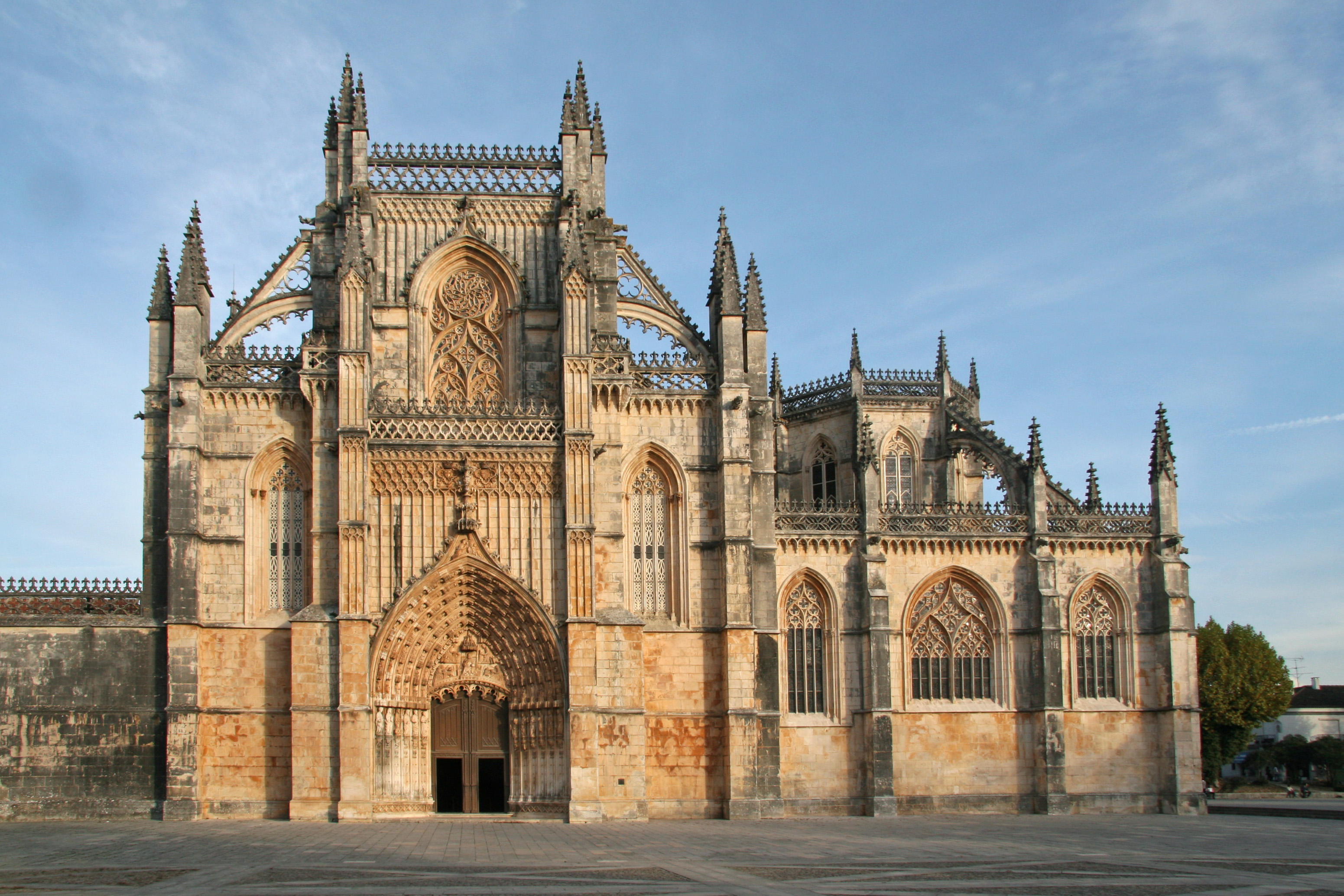
Monastère de Batalha Batalha, Leiria
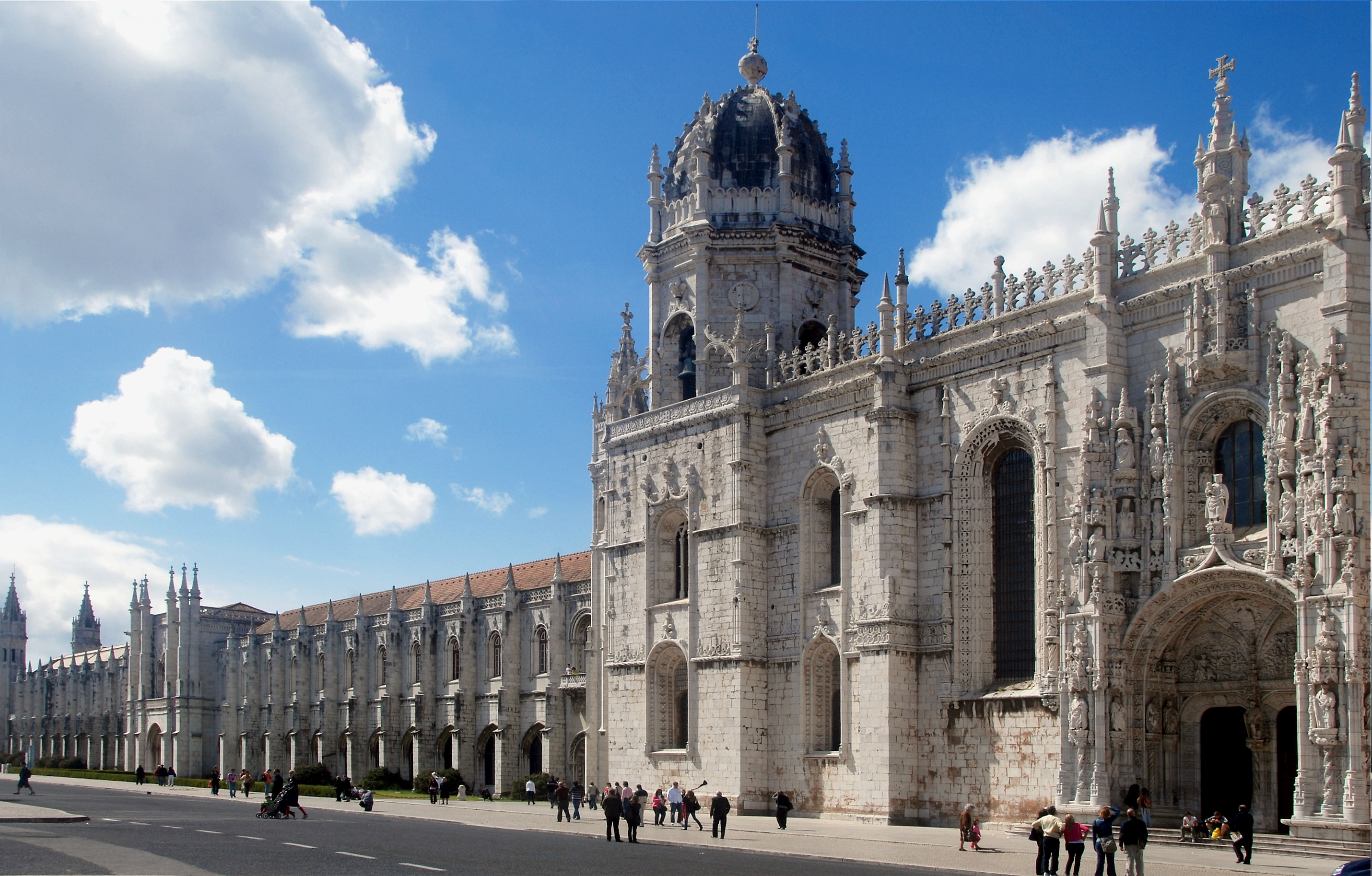
Monastère des Hiéronymites Santa Maria de Belém, Lisbonne
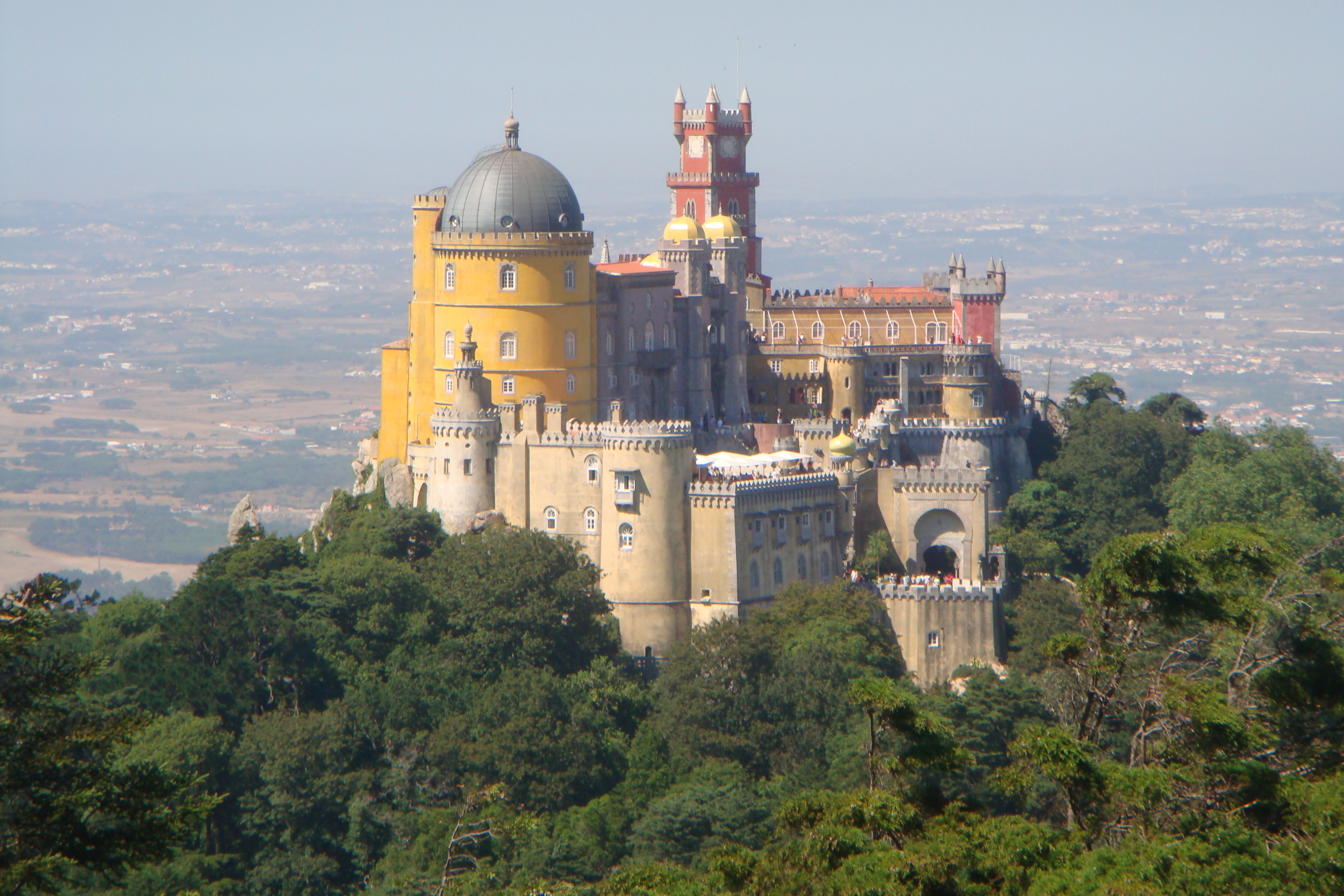
Palais national de Pena Sintra, Lisbonne
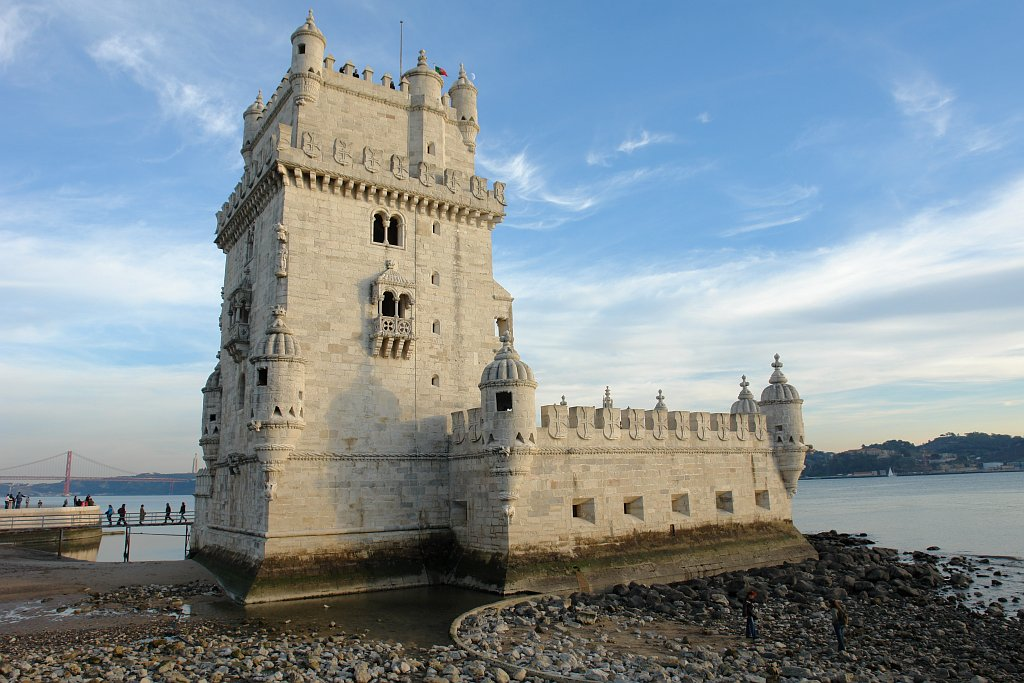
Tour de Belém Santa Maria de Belém, Lisbonne

41° 26′ 52″ N, 8° 17′ 26″ O
- Château d'Óbidos
Óbidos, Leiria

39° 21′ 49″ N, 9° 09′ 25″ O
- Monastère d'Alcobaça
Alcobaça, Leiria 

39° 32′ 54″ N, 8° 58′ 48″ O
- Monastère de Batalha
Batalha, Leiria 

39° 39′ 33″ N, 8° 49′ 34″ O
- Monastère des Hiéronymites 
Santa Maria de Belém, Lisbonne
38° 41′ 51″ N, 9° 12′ 24″ O
- Palais national de Pena
Sintra, Lisbonne 

38° 47′ 15″ N, 9° 23′ 26″ O
- Tour de Belém
Santa Maria de Belém, Lisbonne 
38° 41′ 30″ N, 9° 12′ 57″ O

### Les autres monuments finalistes

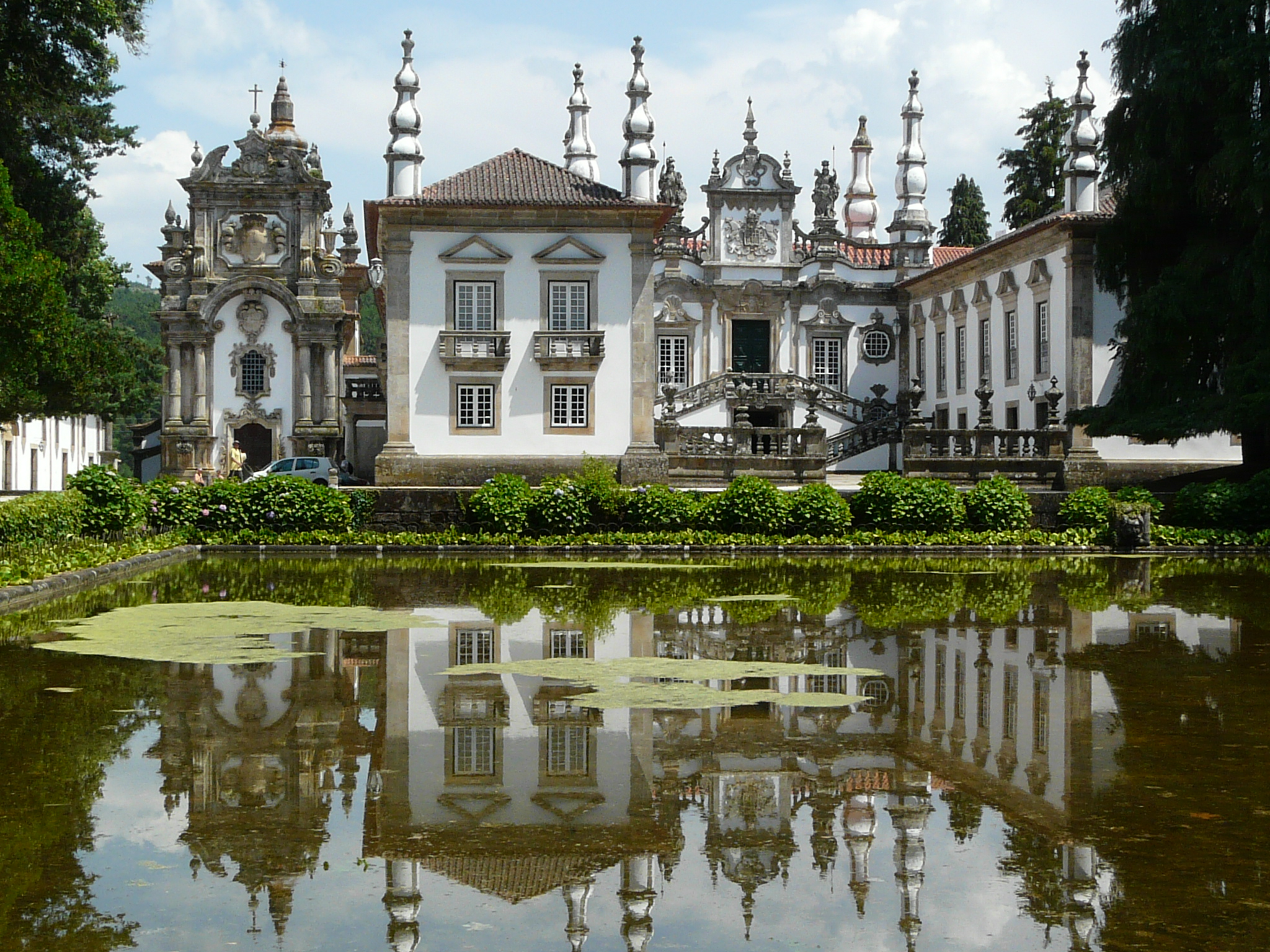
Palais de Mateus Mateus, Vila Real
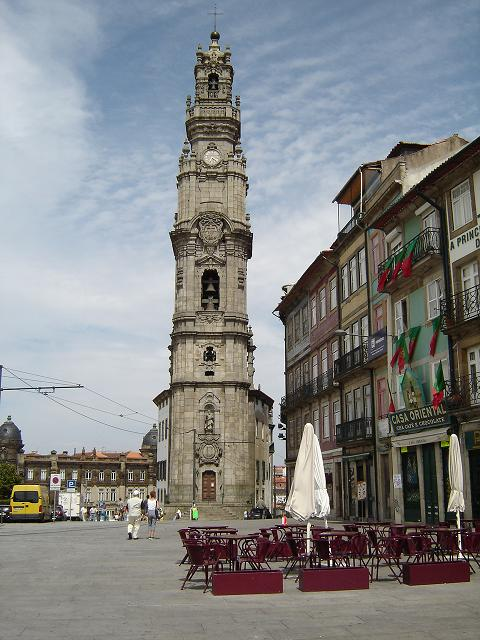
Tour des Clercs Porto, Porto
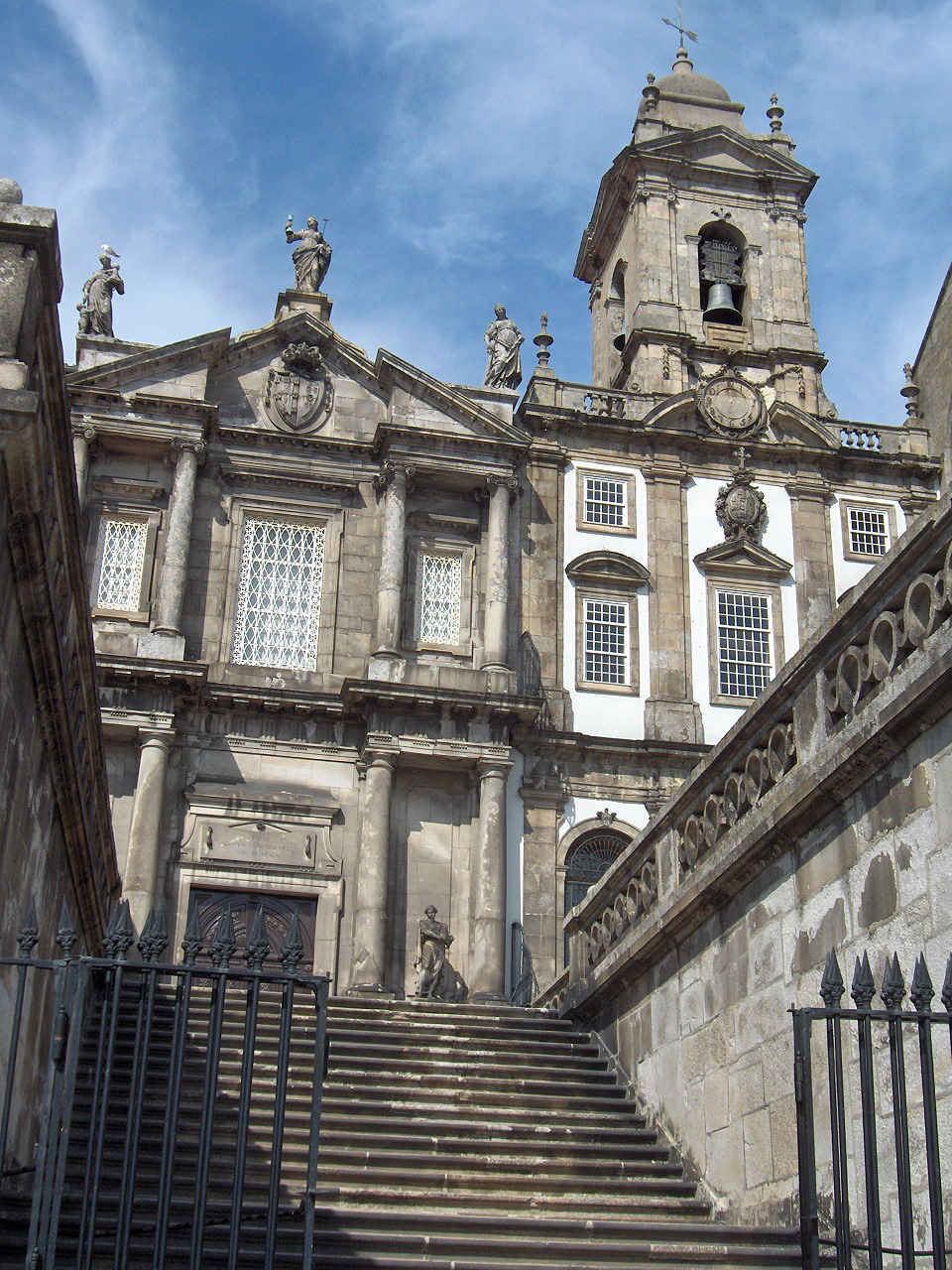
Église Saint-François Porto, Porto
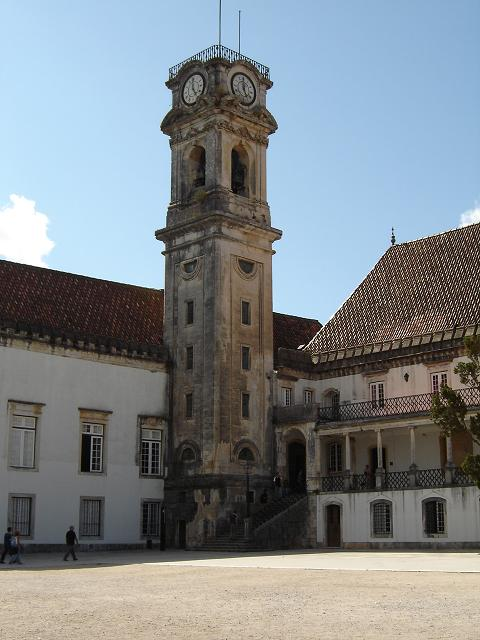
Université de Coïmbre Coïmbre, Coïmbre
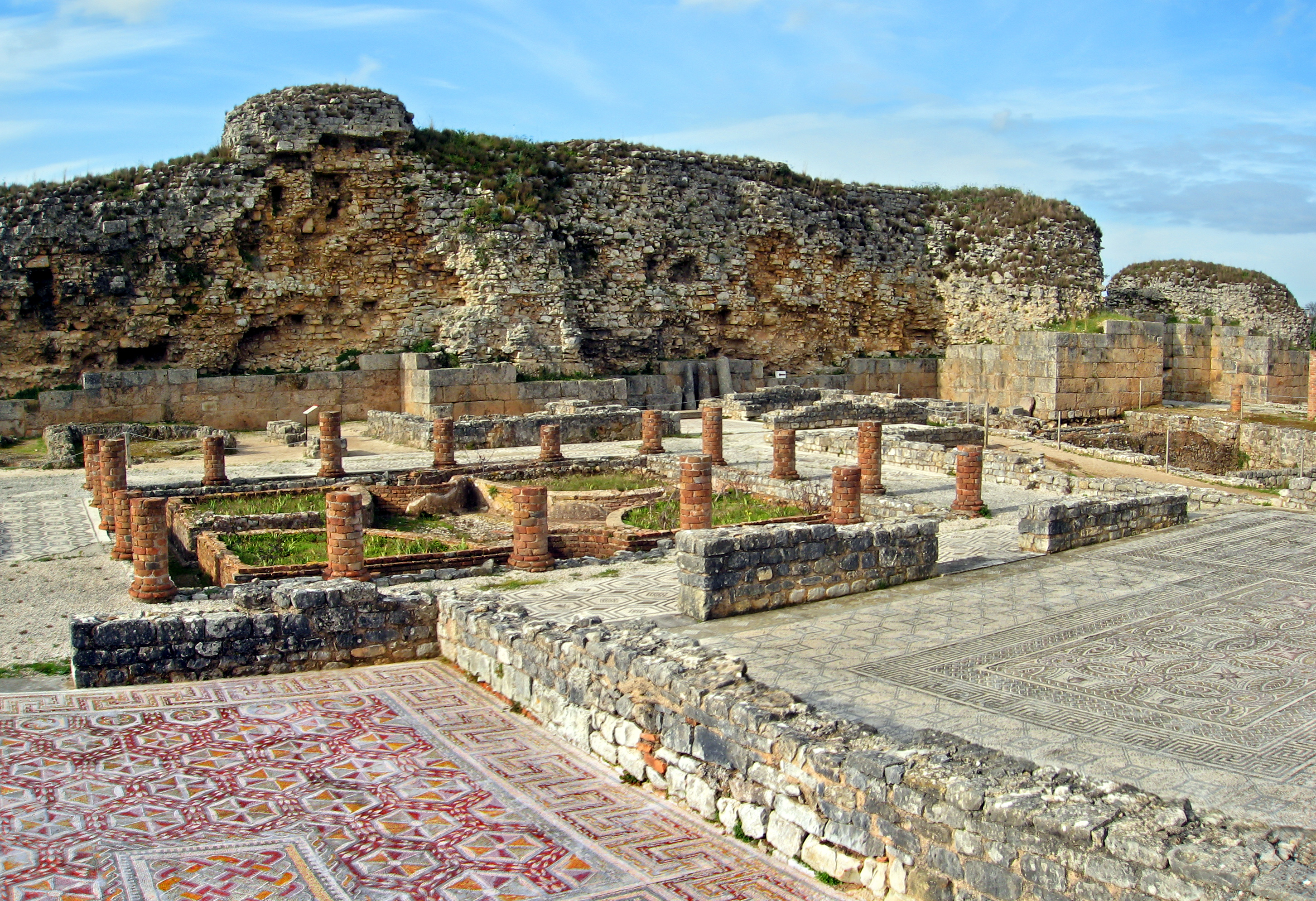
Conimbriga Condeixa-a-Vilha, Coïmbre
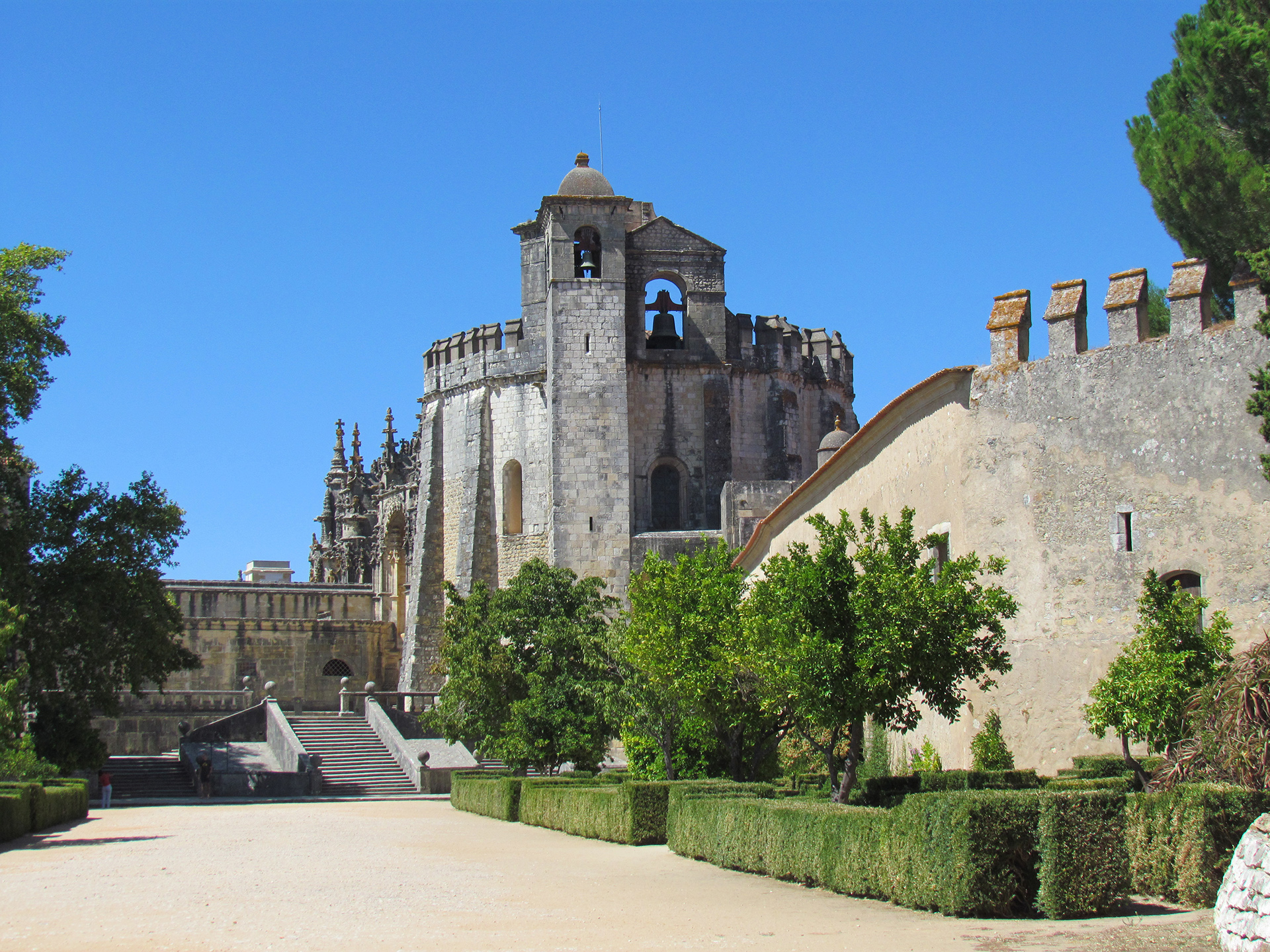
Couvent de l'ordre du Christ Tomar, Santarém
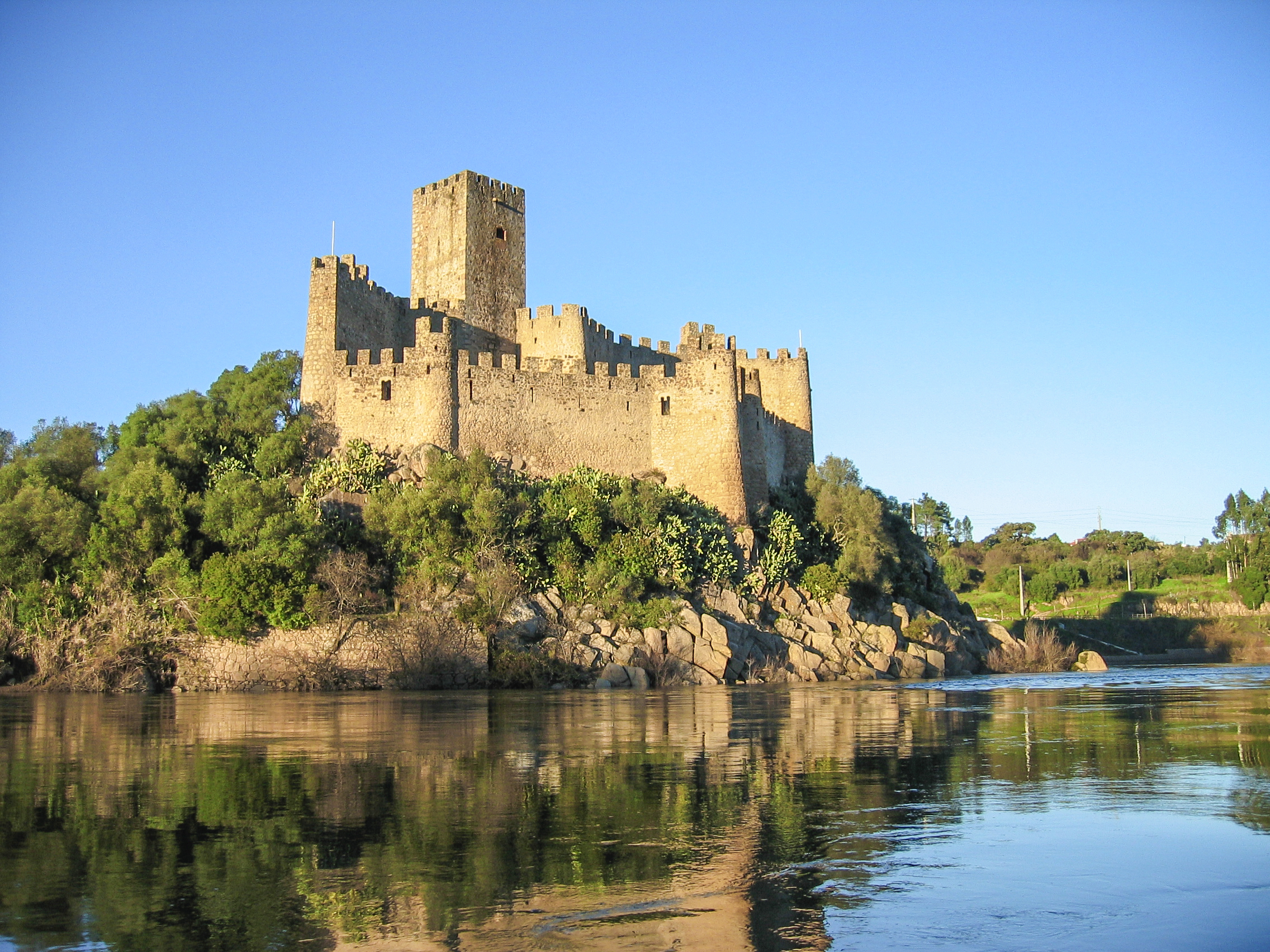
Château d'Almourol Almourol, Santarém
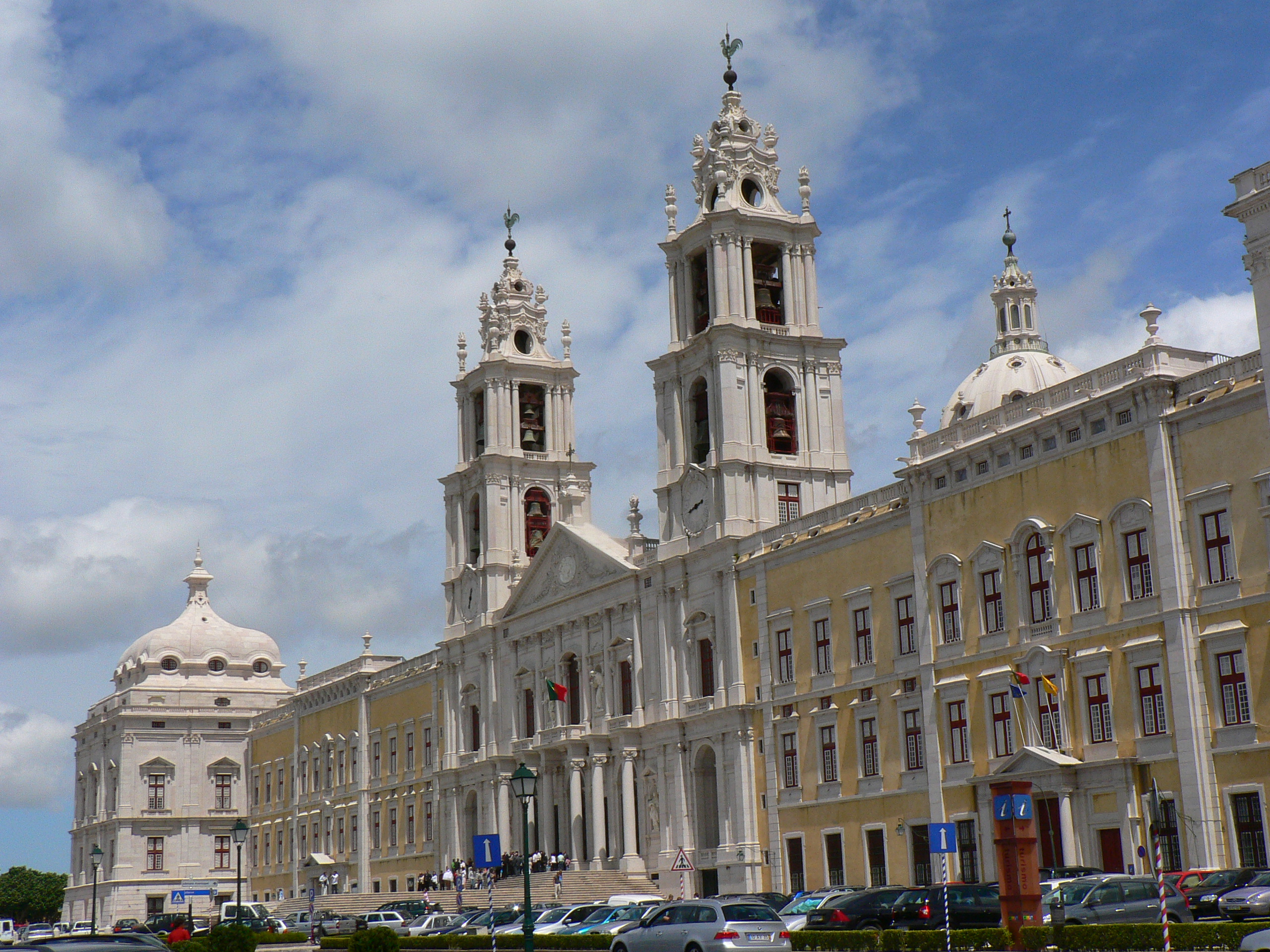
Palais national de Mafra Mafra, Lisbonne
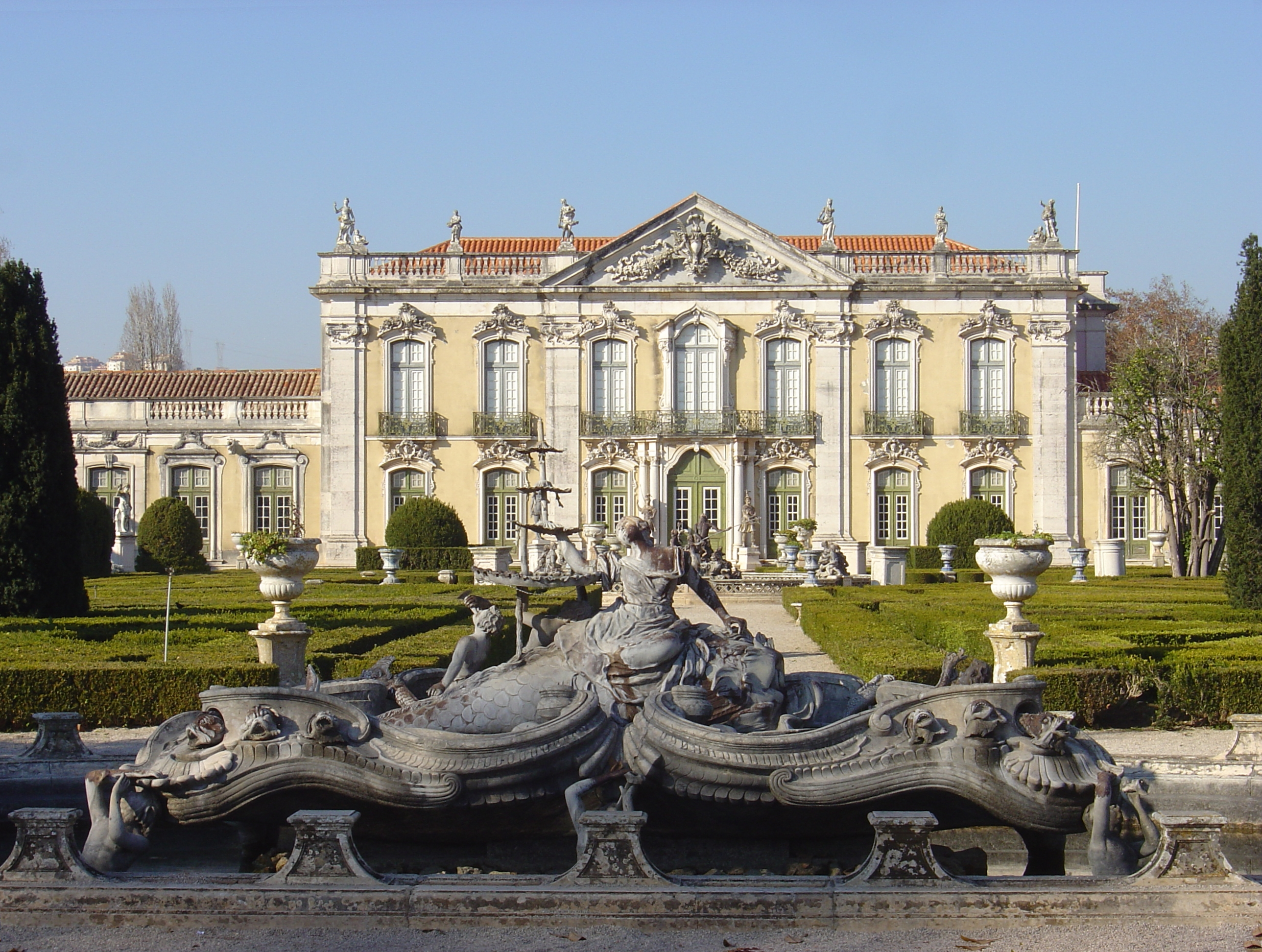
Palais royal de Queluz Sintra, Lisbonne
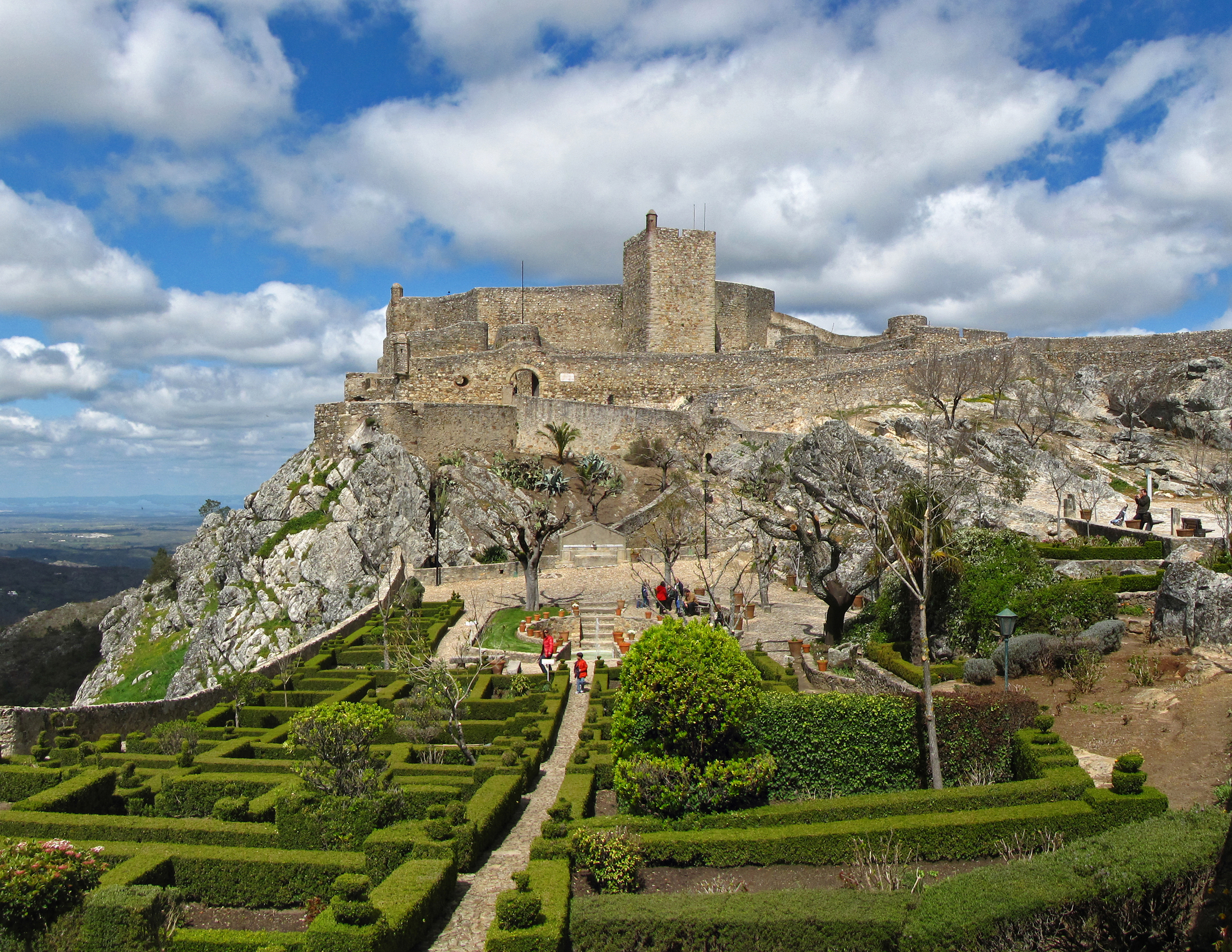
Château de Marvão Marvão, Portalegre
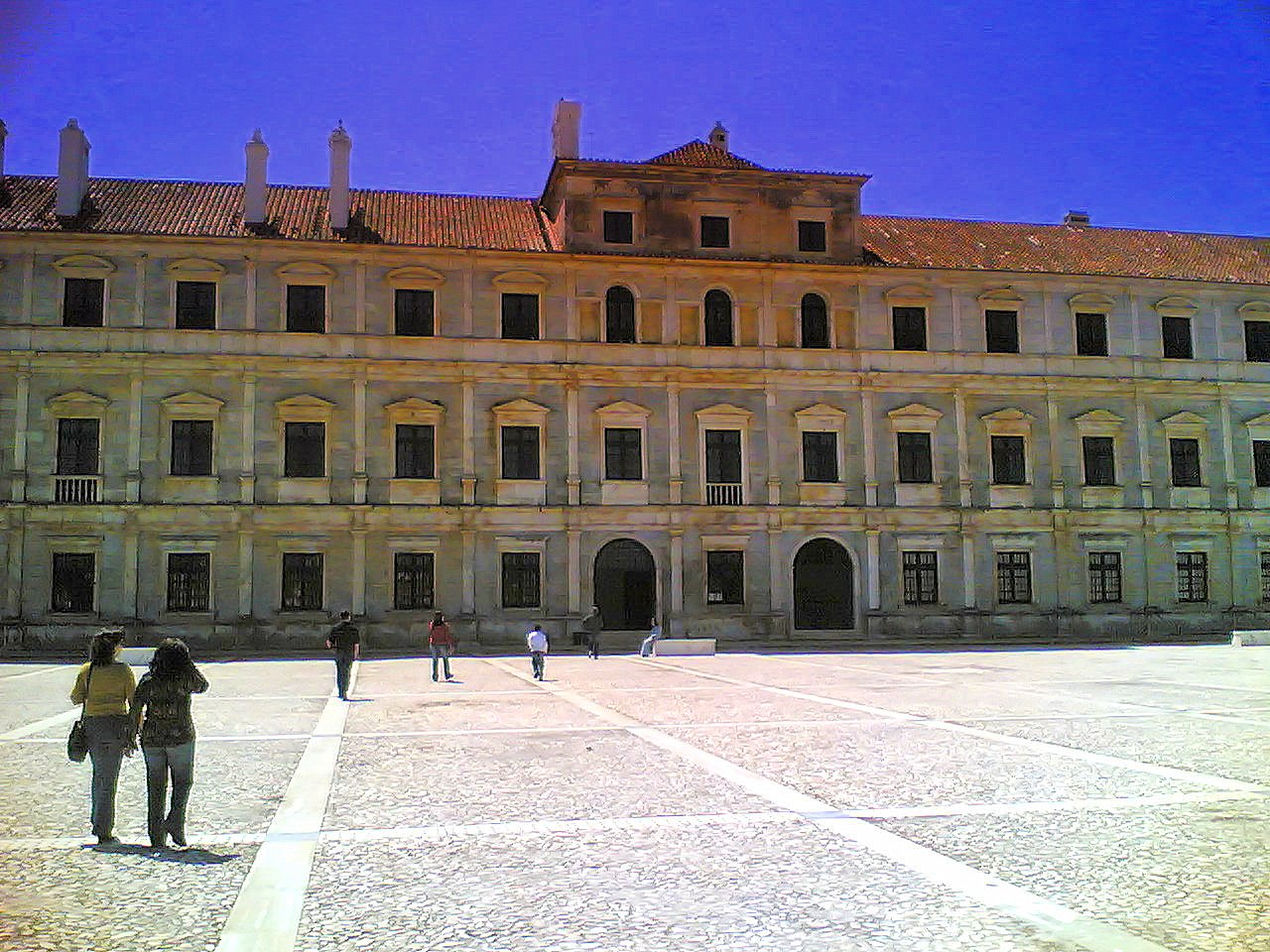
Palais royal de Vila Viçosa Vila Viçosa, Évora
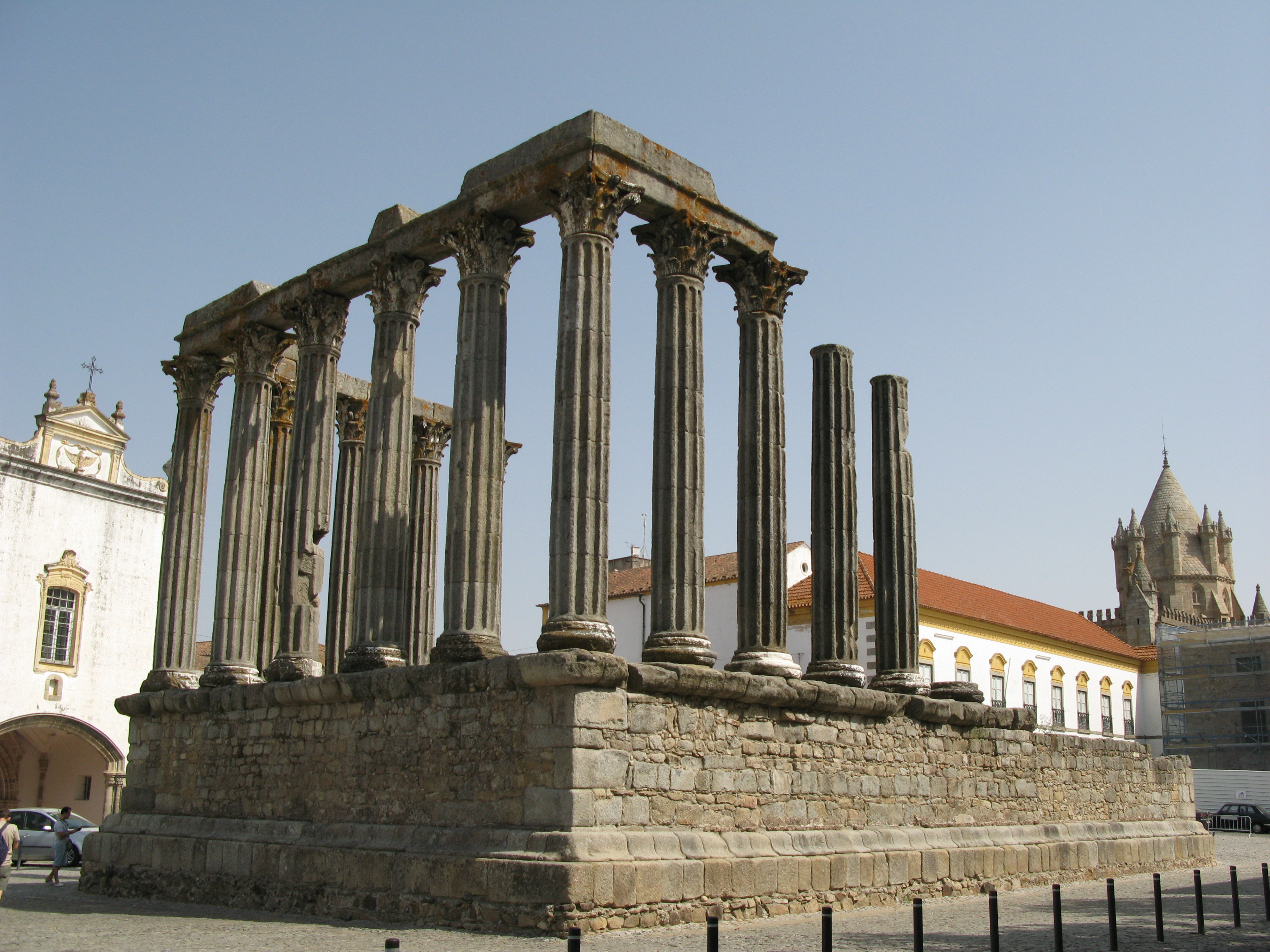
Temple romain d'Évora Évora, Évora
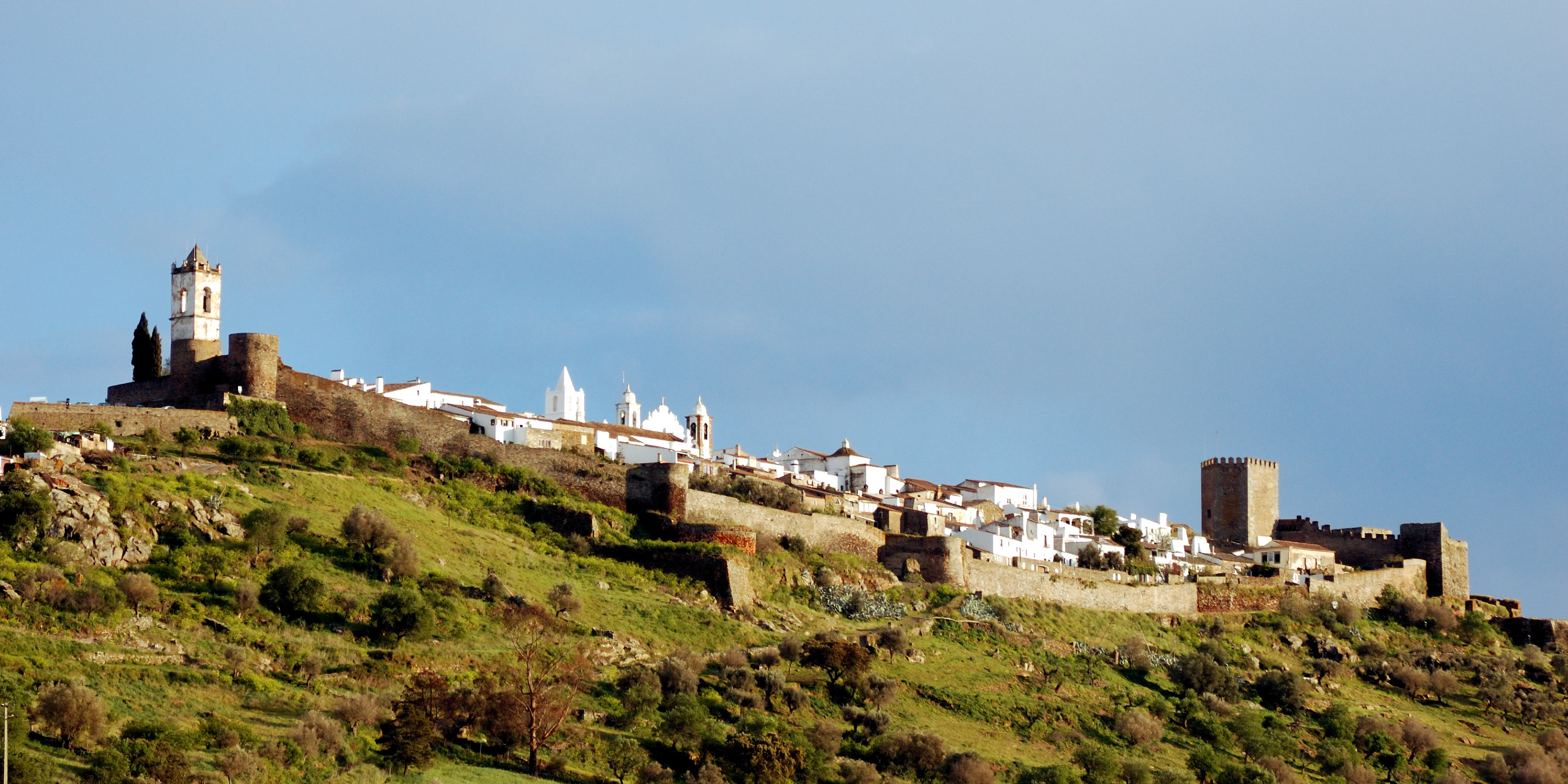
Fortifications de Monsaraz Monsaraz, Évora
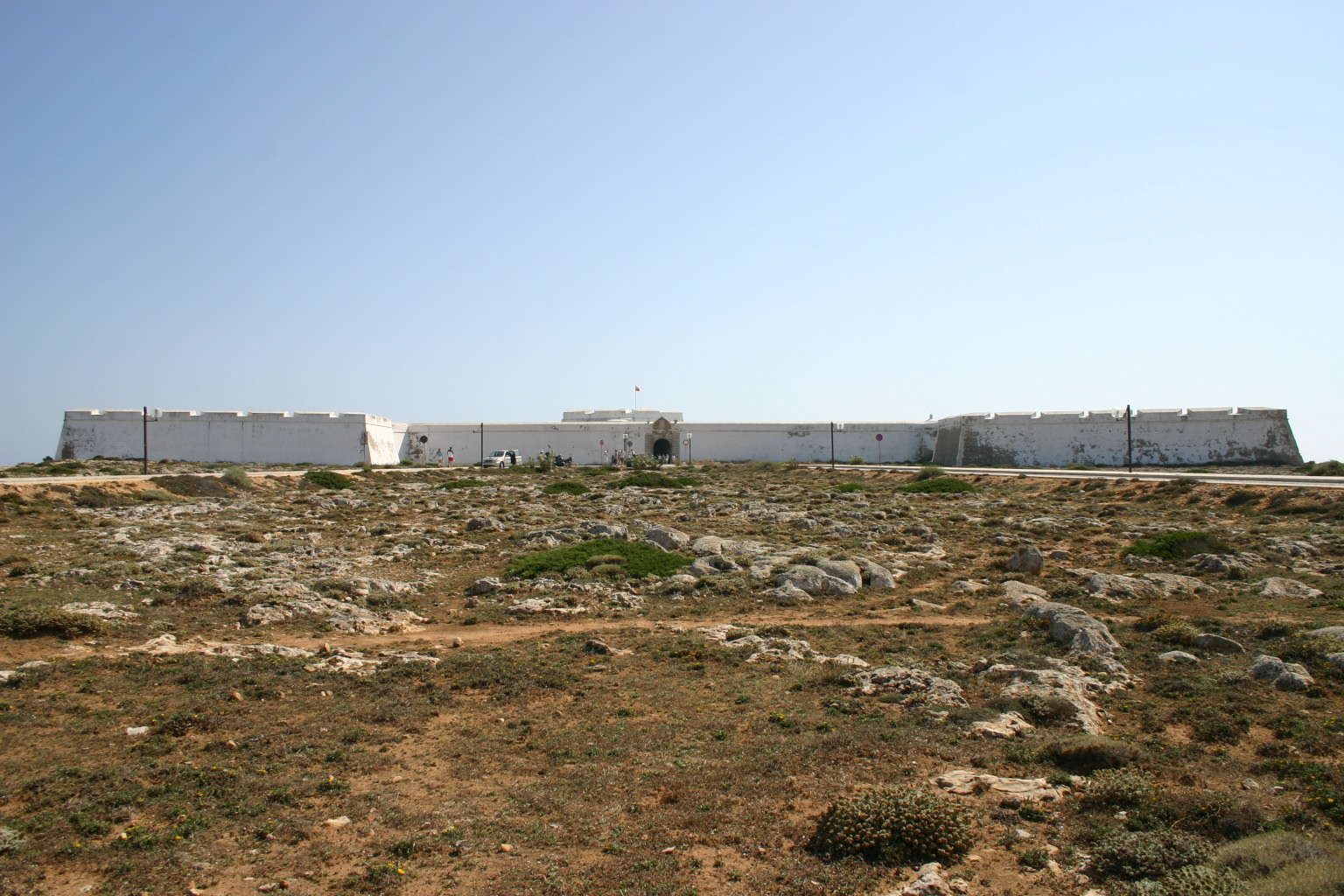
Forteresse de Sagres Sagres, Faro

41° 17′ 49″ N, 7° 42′ 45″ O
- Tour des Clercs
Porto, Porto

41° 08′ 44″ N, 8° 36′ 53″ O
- Église Saint-François
Porto, Porto

41° 08′ 28″ N, 8° 36′ 58″ O
- Université de Coïmbre
Coïmbre, Coïmbre

40° 12′ 27″ N, 8° 27′ 34″ O
- Conimbriga
Condeixa-a-Vilha, Coïmbre

40° 05′ 58″ N, 8° 29′ 36″ O
- Couvent de l'ordre du Christ
Tomar, Santarém
39° 36′ 13″ N, 8° 25′ 11″ O
- Château d'Almourol
Almourol, Santarém

39° 27′ 43″ N, 8° 23′ 02″ O
- Palais national de Mafra
Mafra, Lisbonne

38° 56′ 13″ N, 9° 19′ 36″ O
- Palais royal de Queluz
Sintra, Lisbonne

38° 45′ 02″ N, 9° 15′ 31″ O
- Château de Marvão
Marvão, Portalegre

39° 23′ 38″ N, 7° 22′ 48″ O
- Palais royal de Vila Viçosa
Vila Viçosa, Évora

38° 46′ 57″ N, 7° 25′ 19″ O
- Temple romain d'Évora
Évora, Évora

38° 34′ 22″ N, 7° 54′ 26″ O
- Fortifications de Monsaraz
Monsaraz, Évora

38° 26′ 34″ N, 7° 22′ 53″ O
- Forteresse de Sagres
Sagres, Faro

36° 59′ 52″ N, 8° 56′ 56″ O

### Patrimoine mondial
- Liste du patrimoine mondial établie par l'Unesco

### Autres merveilles
- Les sept merveilles du monde antique
- La huitième merveille du monde
- Les sept nouvelles merveilles du monde
- Les sept merveilles de la Nature
- Les sept merveilles du monde moderne
- Les sept merveilles d'Ukraine
- Les sept merveilles du Dauphiné